# Georges Ier de Brzeg
 Georges Ier de Brzeg en polonais Jerzy I brzeski (né vers 1481/1483 mort le 30 aout 1521) prince Piast de Silésie, duc de Brzeg de 1495 à 1521. 

## Éléments de biographie
Georges Ier de Brzeg (en allemand Brieg) est le fils cadet de Frédéric Ier de Legnica et de Ludmilla de Poděbrady la fille du roi Georges de Bohême. Il reçoit le duché de Brzeg après la mort de Jean II son frère ainé le 6 mars 1495 décédé sans union ni postérité à l'âge de 18 ans.
Le 9 juin 1516 il épouse Anne de Poméranie une fille de Bogusław X de Poméranie. Cette union reste stérile et à sa mort Brzeg passe à son frère Frédéric II de Liegnitz le puiné de la fratrie qui contrôlait déjà Legnica.

## Sources
- (en) & (de) Peter Truhart, Regents of Nations, K. G Saur Münich, 1984-1988  (ISBN 359810491X),  Art. « Brieg (Pol. Brzeg) »  p. 2448-2449.
- (de) Europäische Stammtafeln Vittorio Klostermann, Gmbh, Francfort-sur-le-Main, 2004  (ISBN 3465032926),  Die Herzoge von Schlesien, in Liegnitz 1352-1296, und Brieg 1532-1586  Volume III Tafel 10.